# NCAPH
NCAPH‏ (Non-SMC condensin I complex subunit H) هوَ بروتين يُشَفر بواسطة جين NCAPH في الإنسان.